# Aenictus fuscovarius
Aenictus fuscovarius é uma espécie de formiga do gênero Aenictus.